# 八神遼介
八神 遼介（やがみ りょうすけ、2008年8月11日 - ）は、日本の俳優、歌手。ダンスボーカルユニット「ICEx」のメンバー。愛知県出身。スターダストプロモーション制作3部所属。

## 略歴
夏祭りでスカウトされ(2022年,当時中学2年)、「認められるのがうれしかった。」という理由で、中学3年より事務所に所属。 EBiDAN NAGOYAでの活動を経て、2023年3月31日にICExとしてわずか半年という長さでデビューすることを発表。
2023年6月2日に、韓国で、8月16日シングル「CANDY」でビクターエンタテインメントよりメジャーデビューすることを発表した。
2025年1月15日より二コラネットでのメンモ史上2人目の単独連載がスタートし、芸能界に一歩一歩大きく踏み出している。「IDOL BEAUTY from ICEx」

## 人物
- メンバーカラーは、白。
- 趣味は、歌を歌うこと、ダンボール工作[1]。
- 特技は、バレーボール。
- 憧れの人物はスターダストプロモーション・EBiDAN所属であるM!LKの山中柔太朗。
- 実用英語技能検定 準2級 を取得している。

## 出演

### テレビドラマ
- 六月のタイムマシン（2025年5月4日 - 6月29日、BS12 トゥエルビ） - 富永一茶 役[4]

### 舞台
- 舞台『ソーセージ』（2024年10月10日 - 27日、博品館劇場） - 弟ドローミオ役[5]

### TV
- 東海テレビ「なごやが燃えた日〜6人の若者とたどる名古屋空襲〜」(2025年1月29日放送回に出演)

### 雑誌・書籍
- 新潮社「芸術新潮」（2月号）
- 新潮社「nicola」※メンズモデル（2023年8月号〜）
- 「JUNON 5月号」（2024年3月22日）

## SNS

### Instagram
- 八神遼介と吉田沙保里の関係
  - 2025年2月22日、元レスリング選手の吉田沙保里が八神遼介をメンションしたストーリが上げられた。内容はその2日前にYouTubeで投稿された、八神遼介の宇多田ヒカルのカバーに関するもので、動画と「小さい頃から知ってる遼介くん」などといった文が一緒になっていた。同日の夜、八神はその吉田のストーリーを引用して、自身のストーリーにも上げた。そこでは八神は吉田を「さおちゃん」と呼んでいた(さおちゃん呼びについては謎である)。Instagramで相互フォローとなっている(同年2月23日時点)ことからも一部のファンはその関係性について気に掛けている。八神遼介と吉田沙保里は親戚ではなく、“HASSIN”(旧宝石の八神)とも関係は一切ない。結論、八神の母親(の知り合い？)と吉田沙保里との間に繋がりがある。そのため、八神遼介は幼い頃から吉田沙保里と親しみがあるのだ。